# Monte Peso Grande
Il monte Peso Grande o Castell'Ermo (1092 m) è una montagna delle Prealpi Liguri.

## Descrizione

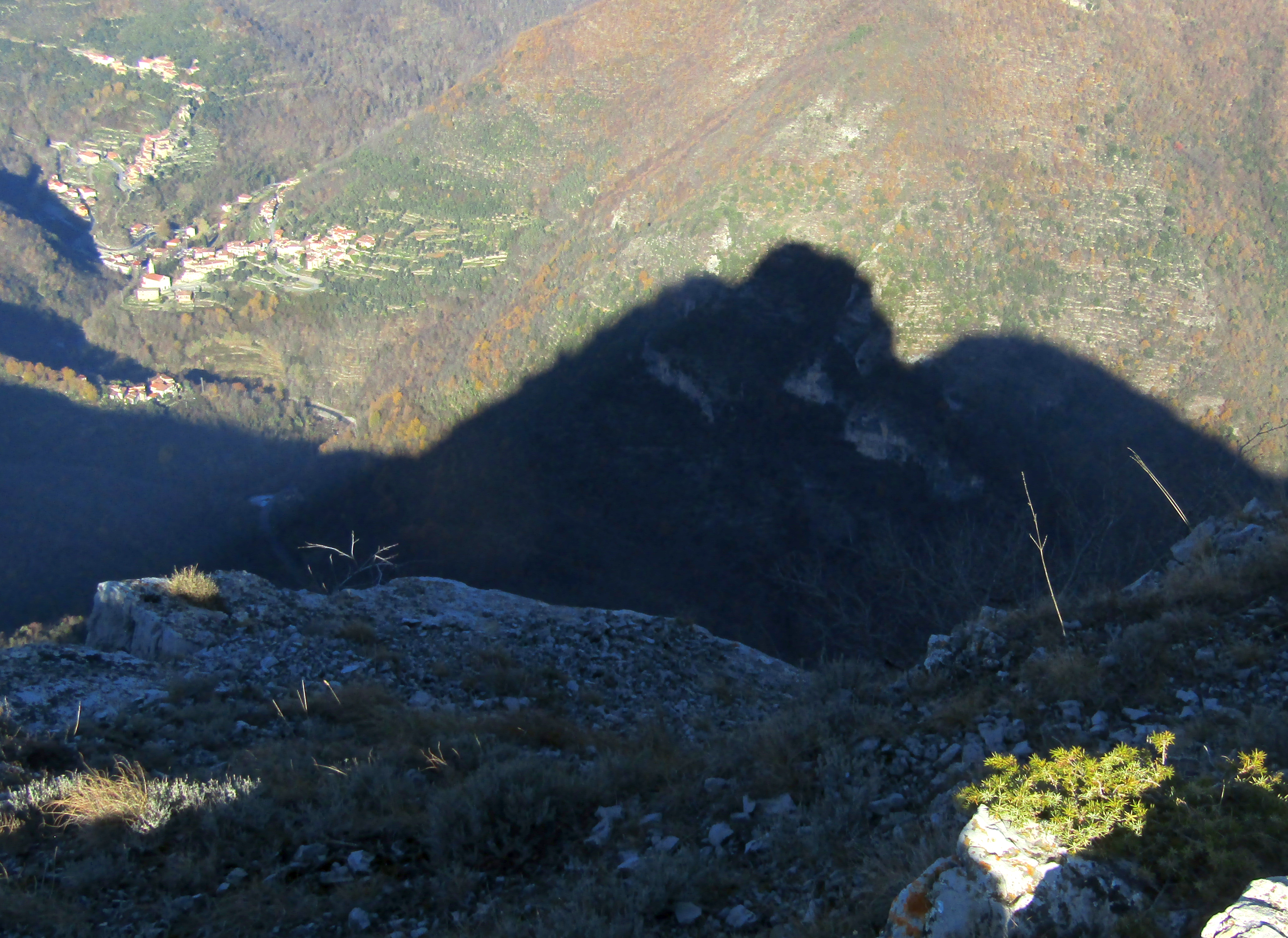
L'ombra del monte sulla Val Pennavaira, a sinistra il centro di Nasino

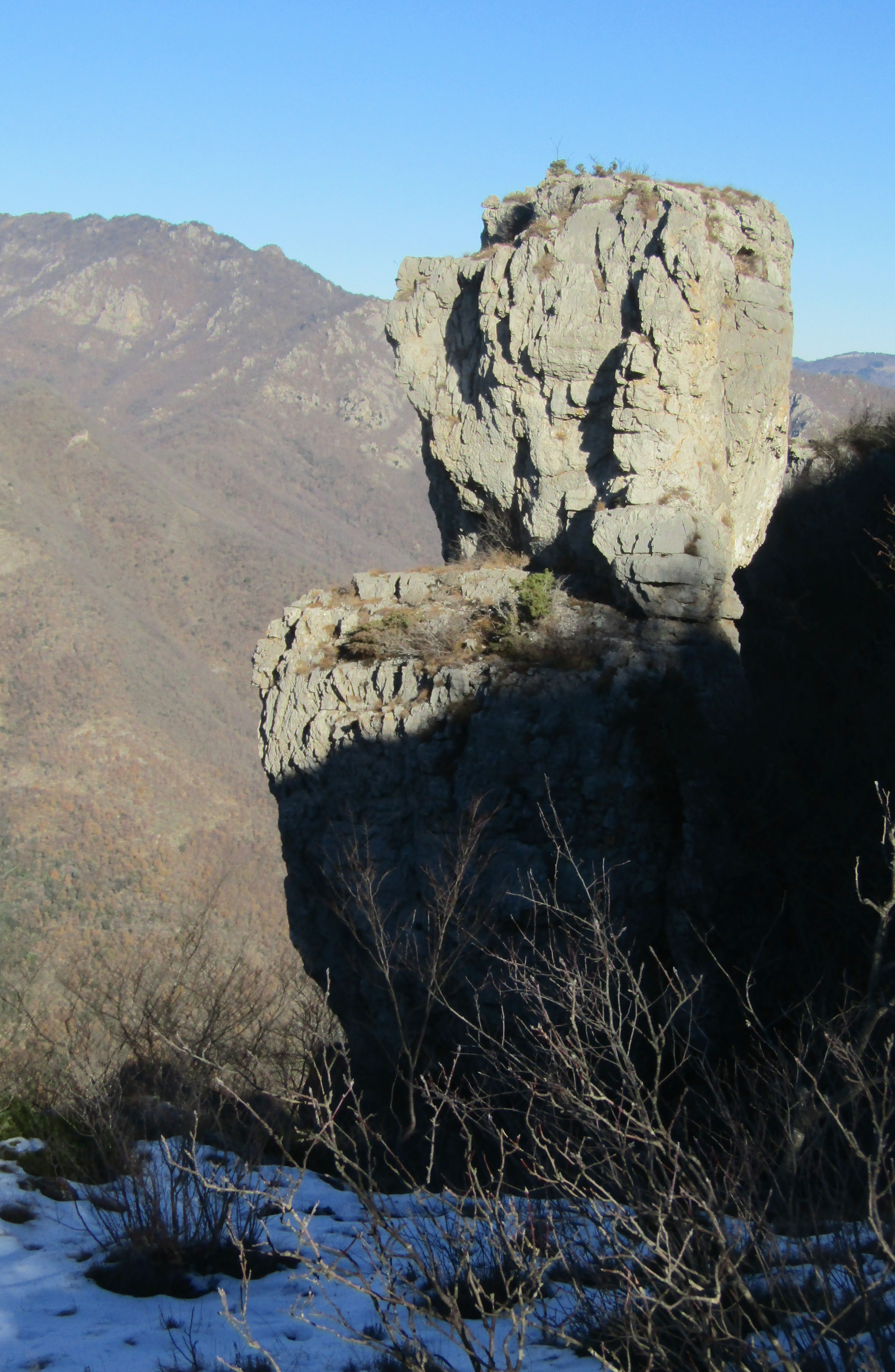
Un torrione roccioso nei pressi della cima orientale

Il monte si trova in comune di Vendone sullo spartiacque che divide la valle del Pennavaira (a nord) dalla Valle Arroscia. Il crinale, che ha origine nei pressi del Colle di Caprauna, a ovest della montagna passa per la Colla di San Giacomo (755 m), prosegue per le modeste elevazioni dei Prati di Bacelega e del Monte Cucco, ridiscende alla Colla d'Onzo (attraversata da alcune stradine forestali) e risale bruscamente alla vetta del Castellermno. Ad est della cima il crinale prosegue con una cima secondaria del Castellermo (1062 m), scende alla Colla di Curenna (900 m circa), risale al Monte Nero (981 m) e perde poi quota in direzione della Piana di Albenga esaurendosi infine alla confluenza tra Arroscia e Pennavaira. Il versante settentrionale del Castellermo è caratterizzato da torrioni e strapiombanti pareti di roccia calcarea. Il versante meridionale invece, anch'esso ricco di affioramenti rocciosi, è meno impervio ed è ammantato da fitti boschi con prevalenza di latifoglie oltre che da cespuglieti. Sempre sul versante meridionale si trova, in una panoramica posizione a circa mille metri di quota, il piccolo santuario di San Calocero, di origine medioevale. La prominenza topografica della montagna è di 345 metri. Su una anticima poco ad est della sommità principale della montagna è presente una croce. Amministrativamente il monte fa parte del comune di Vendone, che ha il capoluogo comunale collocato in valle Arroscia ma il cui territorio si estende anche al di là dello spartiacque e trabocca sull'altro versante, in val Pennavaira.

## Geologia

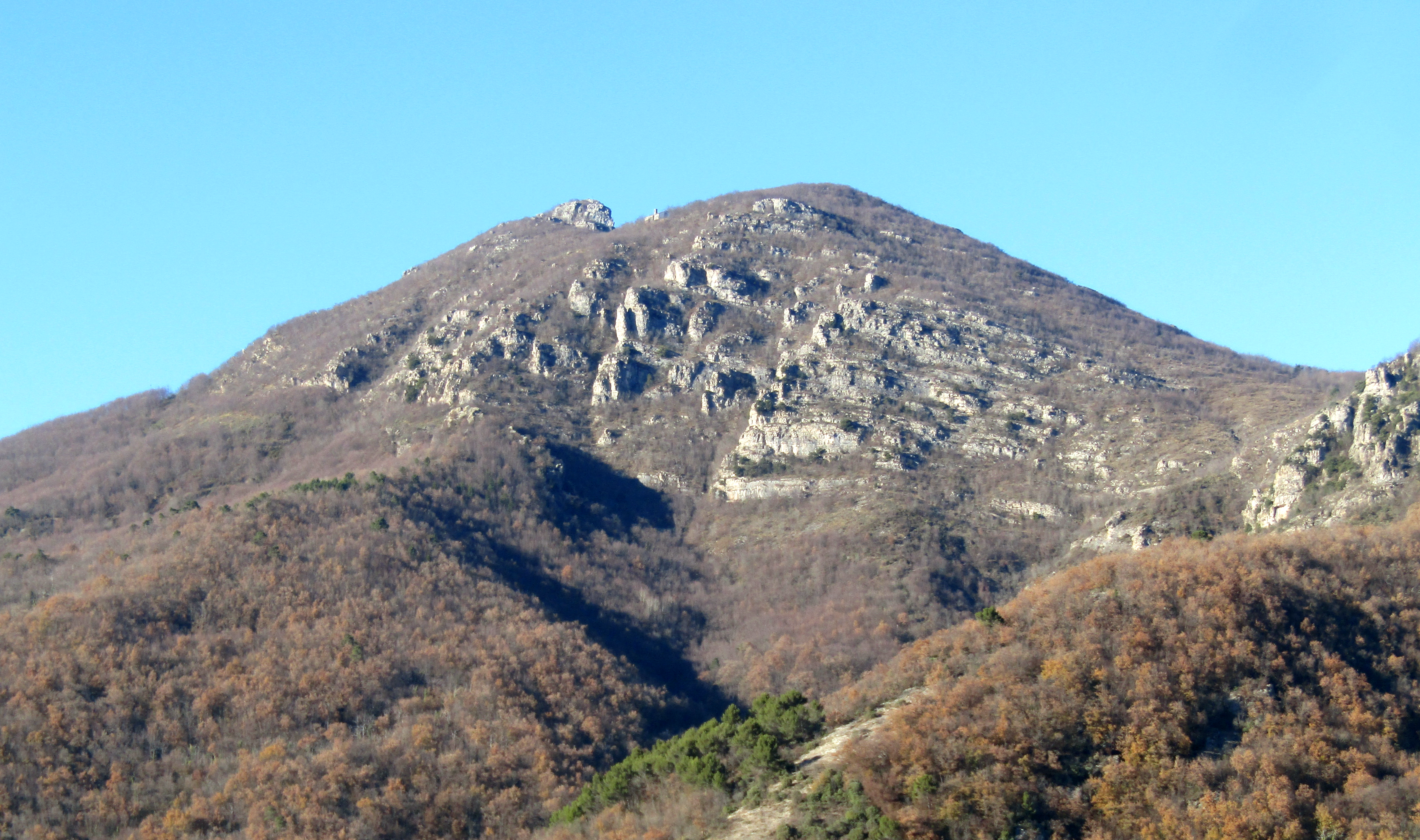
Vista da Vendone

Dal monte Castell'Ermo prende il nome una unità tettonica costituita principalmente di rocce calcaree e materiale dolomitico. Cronologicamente questa unità viene attribuita la Triassico superiore e al Giurassico, mentre a livello tettonico viene considerata la parte più interna della zona brianzonese del Dominio Pennidico. Caratteristiche dell'area circostante la montagna sono le radiolariti di origine giurassica.
Il geologo Gaetano Rovereto nella sua opera del 1904 Geomorfologia delle Valli Liguri ricordava il Castellermo per le  sue cime dirupate, orride e con forme caratteristiche.

## Storia

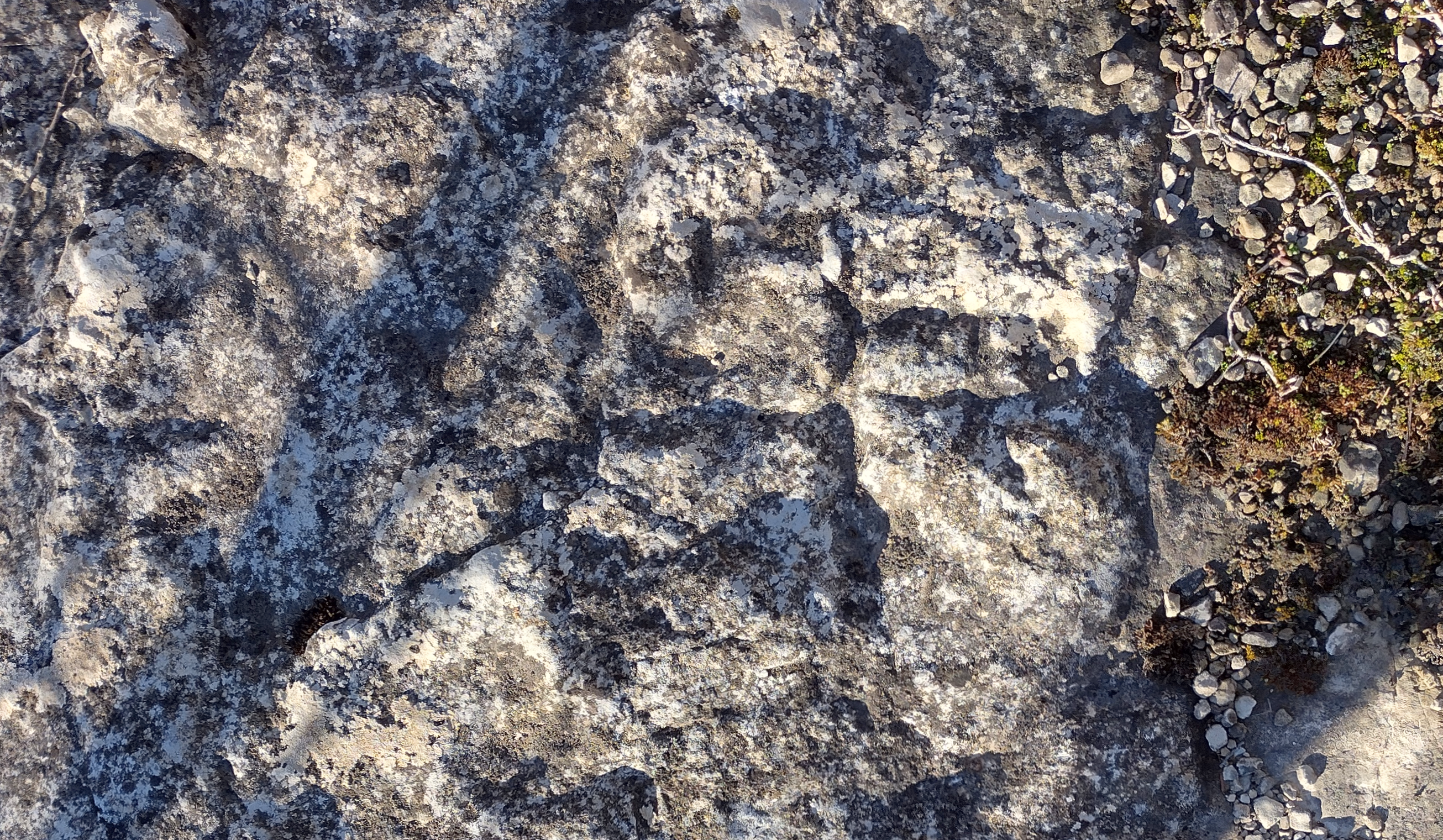
Simboli cruciformi incisi nei pressi della cima

Il monte Castell'Ermo, per la sua posizione prominente e il forte impatto visivo, fu considerato nella preistoria una sorta di montagna sacra. In particolare sul territorio del comune di Vendone, in località "Tre Pe", era presente un dolmen presumibilmente costruito dalle antiche popolazioni ingaune, che venne distrutto da alcuni giovani nei primissimi anni del secondo dopoguerra.  La sacralità della zona venne riconosciuta anche nel medioevo con la costruzione del Santuario di San Calocero, che resta ancora oggi meta di un importante pellegrinaggio che ogni cinque anni coinvolge i fedeli di vari comuni circostanti. Il nome stesso Castellermo, ovvero Castello dell'Eremo, è legato alla tradizione secondo la quale il santo vi avrebbe vissuto come eremita.
Durante la Resistenza la zona fu utilizzata come rifugio dai partigiani, e al Casone dei Crovi, a breve distanza dalla cima della montagna, alla fine del 1943 alcuni uomini al comando di Felice Cascione composero la canzone Fischia il vento, che venne poi eseguita per la prima volta nel vicino paese di Curenna.

## Accesso alla vetta

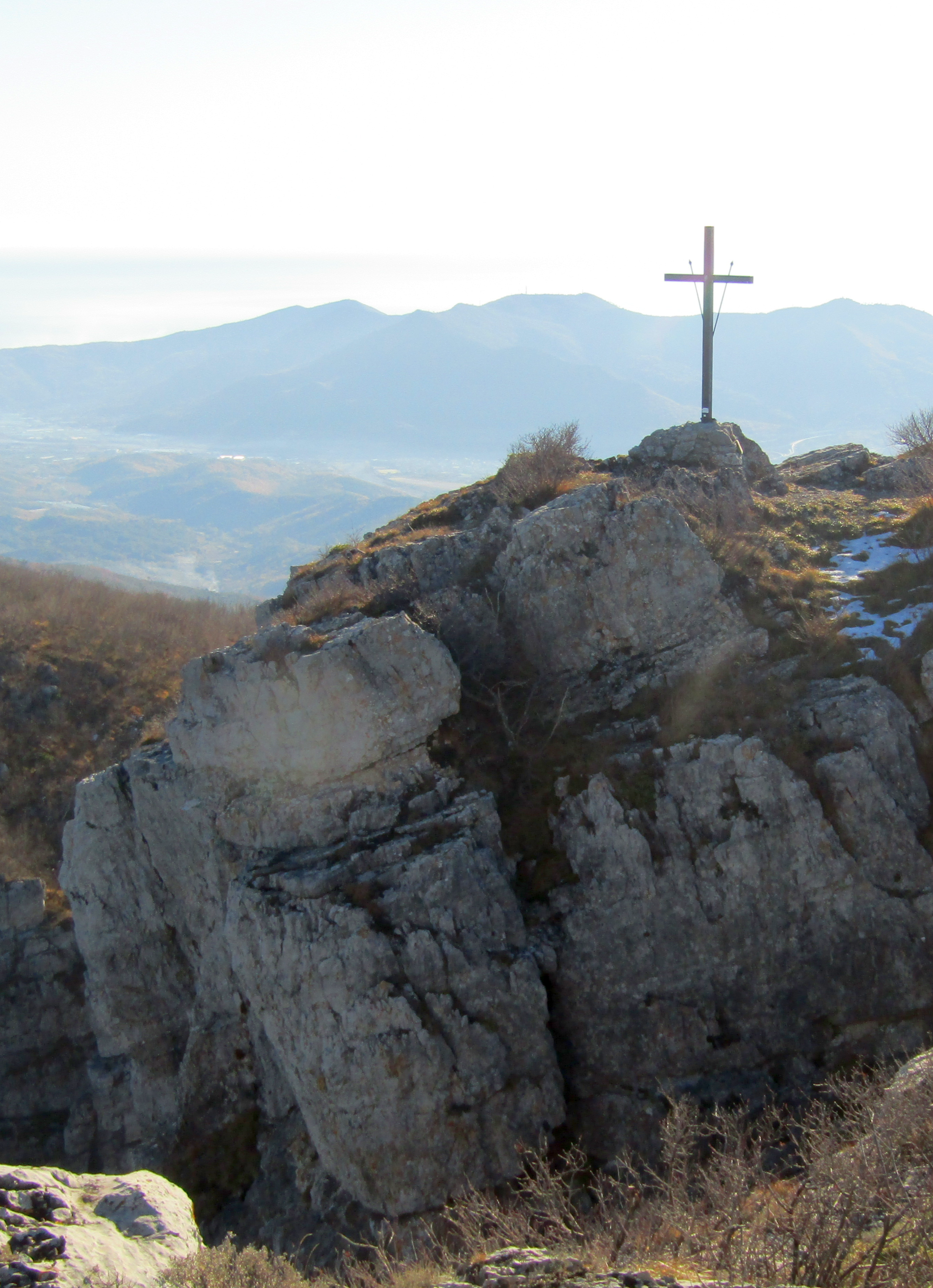
La croce sull'anticima

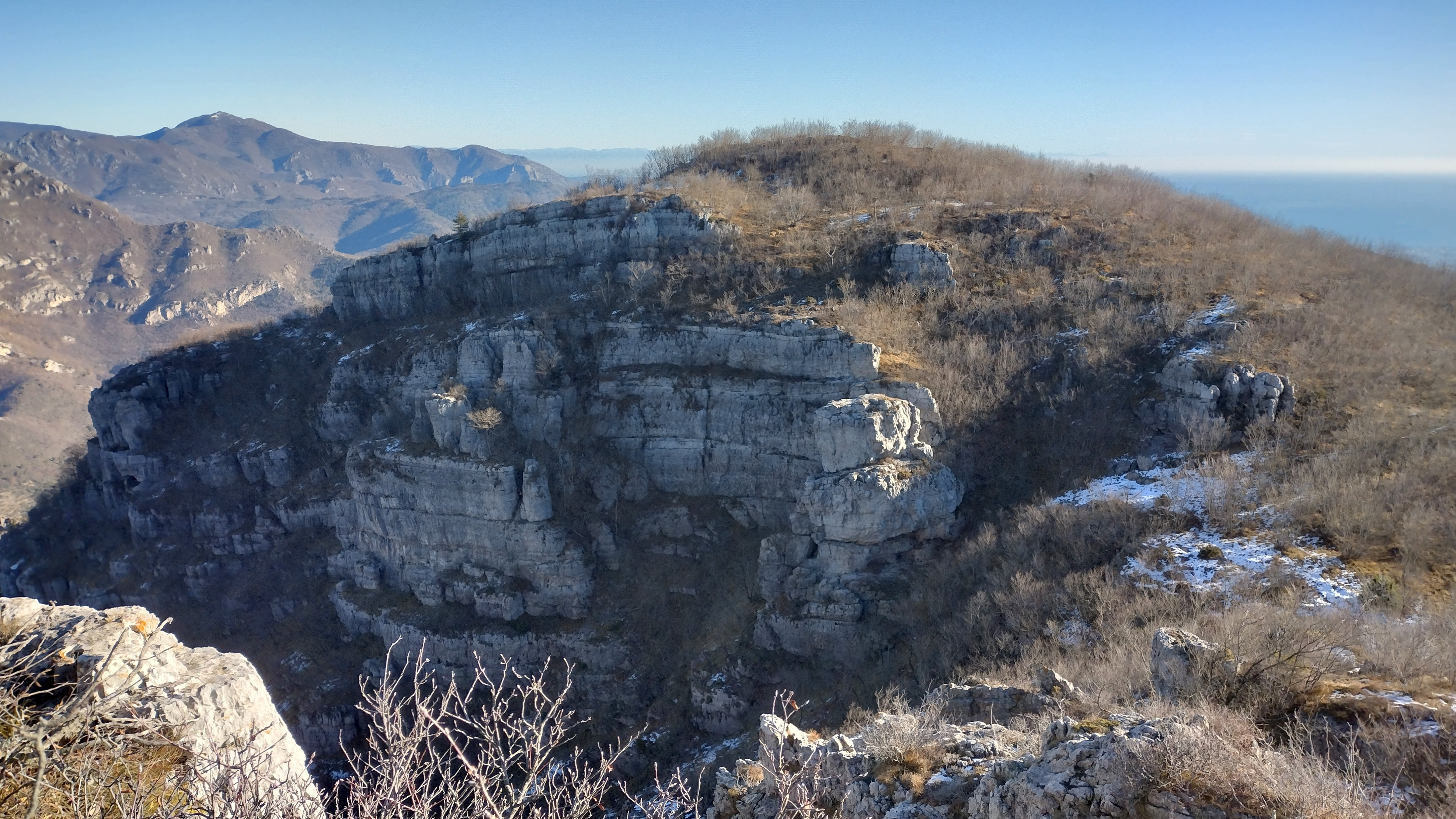
La cima orientale, sullo sfondo il Mar Ligure

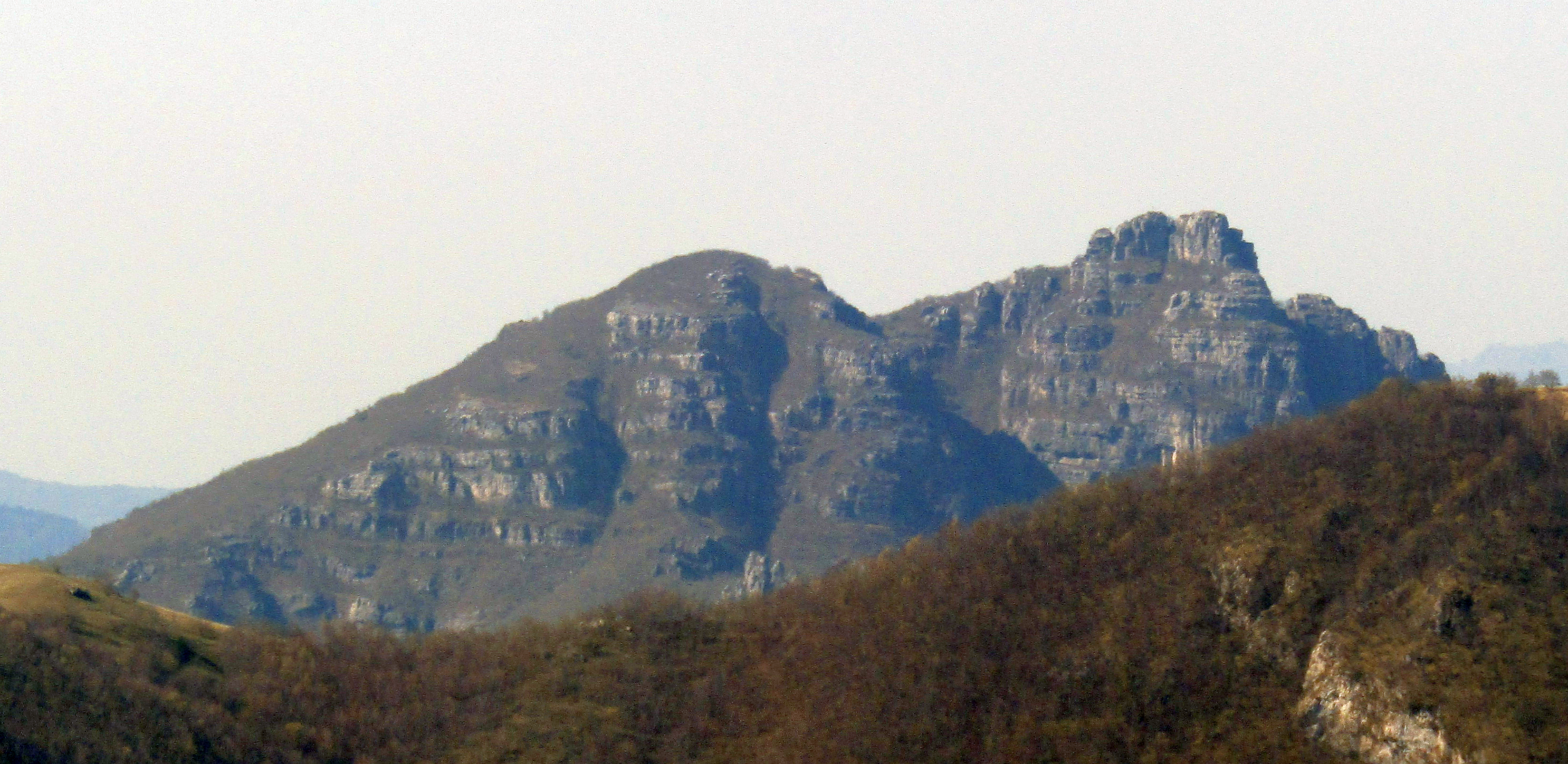
Il versante nord visto dal Monte Lingo

### Escursionismo
Il Castellermo può essere raggiunto da San Calocero, dove si può arrivare da est con partenza da Arnasco seguendo un sentiero che si mantiene nei pressi del crinale Arroscia/Pennavaira, oppure da ovest, sempre seguendo il crinale. A San Calocero, e di qui alla cima del Castell'Ermo, si può anche salire da alcune frazioni di Vendone e, in particolare, da Borgo di Curenna. Si tratta di itinerari valutati di una difficoltà escursionistica E. L'accesso alla arrotondata cima orientale della montagna può avvenire, fuori sentiero, a partire dalla sella che la separa dalla cima principale.  La salita al Castell'Ermo è spesso piacevole anche durante l'inverno mentre durante la stagione estiva è in generale sconsigliato per il caldo eccessivo.

### Alpinismo
Sul versante settentrionale della montagna sono state aperte varie vie di arrampicata. La frequentazione di queste vie, caratterizzate in genere da roccia di cattiva qualità, è stata vietata per evitare il disturbo alla nidificazione delle specie di uccelli che frequentano la zona. In seguito alcune di queste vie di roccia, valutate con minore impatto sull'avifauna, sono state riaperte a titolo sperimentale.

## Tutela naturalistica
La montagna e l'area circostante fanno parte del SIC (Sito di importanza comunitaria) denominato Castell'Ermo - Peso Grande (codice:  IT1324818).